# 教育心理学
教育心理学是研究在教育情境下人类的学习、教育干预的效果、教学心理，以及学校组织的社会心理学。教育心理學的重點是把心理學的理論或研究所得應用在教育上。教育心理學可應用於設計課程、改良教學方法、推動學習動機以及幫助學生面對成長過程中所遇上的各項困難和挑戰。“教育心理学”和“学校心理学”这两个名词经常交替使用，但通常從事理论工作及研究的人員較傾向稱作教育心理学家，而在學校或学校相关埸所从事实務工作的就被归类为学校心理学家。教育心理学关注学生如何学习与发展，實務工作上特別關注有特殊教育需要的學生（不論是資優儿童或有情緒、行為問題等學童）。
通过与其他学科的关系，对理解教育心理学也有一定的帮助。首先，教育心理學是以心理学为基础，两门学科之间的关系就像医学與生物学或工程学与物理学之间的关系。然后，从教育心理学又可以发展出研究教育问题的众多特殊领域，包括教学设计、教育技术学、课程发展、组织学习、特殊教育和课堂管理。教育心理学從认知科学及学习科学中得到養分，也回饋到這些學科之內。在大学裡，教育心理学专业通常设于教育系内，原因可能是在心理学导论教材中常缺少教育心理学的内容。

## 主要學習理論
教育心理學家透過學習理論為指引來幫助他們有效研究一般人的學習模式。當中有不少學習理論廣為世人所接受，茲詳列如下：
- 認知論
- 建構論
- 社會認知論
- 動機理論
- 發展理論
- 行為主義

## 社会、道德与认知发展

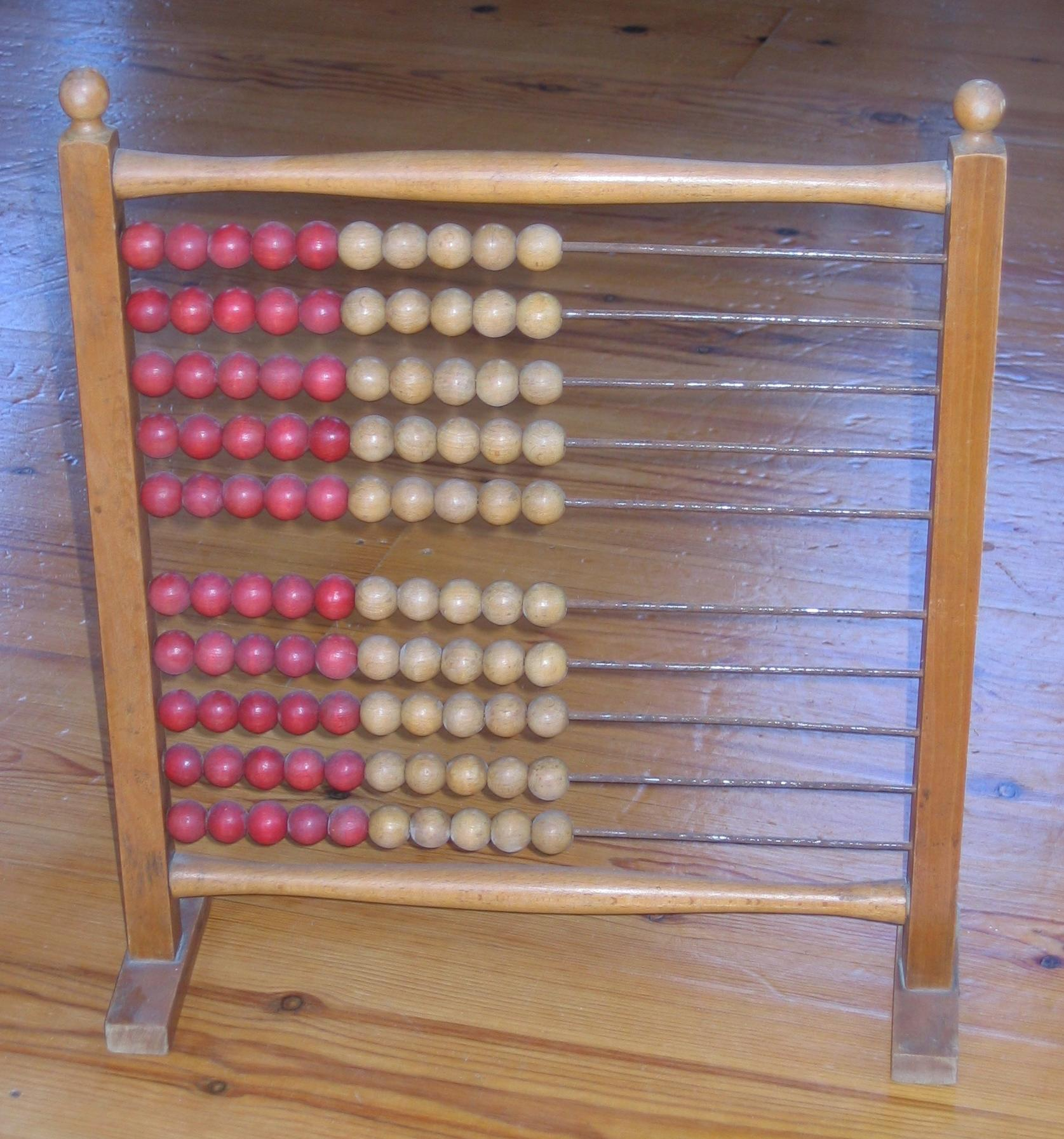
算盘为学习抽象的概念提供了具体经验

要理解儿童、青春期、成人和老年学习者的特征，教育心理学发展和应用了人类发展心理学理論. 发展理论以不同的階段来區分個體邁向成熟的過程，描述了智力（认知）、社会角色、道德推理、以及关于知识本質的观点的变化。
例如，教育心理学家研究将认知发展理论应用于教学，认为儿童的成熟经过了认知能力的4个阶段。皮亚杰假设儿童在11岁之前不能进行抽象逻辑思维，因此对年幼的儿童的教学需要使用具体形象的物体和例证。研究者已经发现了若干的转变，例如从具体形象思维到抽象逻辑思维，并不是同时发生在所有领域。一个孩子可能在数学方面进行抽象思维，但是在人际关系方面仍然停留在具体形象思维阶段。也许皮亚杰最为不朽的贡献是他洞察到，人们通过一个自我调整过程，积极地建构他们的理解。
皮亚杰提出了道德推理的发展理论，认为儿童的道德发展，最初对道德的天真理解，是基于行为及其后果；以后逐渐发展到更多考虑行为的目的。皮亚杰的道德发展观点被劳伦斯·柯尔伯格精心阐述成为道德发展阶段理论。不过，道德发展阶段理论中描述的道德推理尚不足以说明所有的道德行为：例如，还需要例如建模（如道德的社会认知理论所描述）等其他因素来解释校园欺凌。
发展理论有时并非表现为转入另一个完全不同的阶段，而是在不同的维度上逐渐增加。认识论信念（关于知识的信念）的发展，已经描述了人们信念的逐渐变化：知识的确定性和持久性，能力的稳定性，和权威（例如教师和专家）的可信度。人们对于他们在教育和成熟中获得的知识，已经发展了较为世故的信念。

## 个体差异与无能

认知能力测验的一个实例(答案是d)

每个人都有其个体的能力与特性，并影响其学习与发展的结果。这些个体差异表现在智力、创造力、认知风格、动机以及加工信息、交流和人际交往的能力诸多方面。在学龄儿童中发现的最普遍的无能是注意力不足過動症、學習障礙、失读症和語言障礙。较少见到的无能包括智能障碍、听力障礙、腦性麻痺、癫痫症和視障。
尽管自从柏拉图的时代，哲学家就已经讨论智力理论，智力测验是教育心理学的一项发明，并且与这门学科一同发展。关于智力的分类引起了持续的争论，查尔斯·斯皮尔曼认为智力是一个单一的因素，也有人认为其取决于多种因素（如羅伯特·史坦伯格的智力三元論與加德納的多元智能理論），或者根本无法进行测量。在实践中，在经济发达国家广泛使用斯坦福-比奈智力量表和韦克斯勒儿童智力量表等标准化工具，以测定儿童所需要的个性化的教育处理。被鉴定为天才的儿童经常会提供加速的或者强化的课程计划，而被鉴定为不足的儿童也许会在语音理解（phonological awareness）特殊技能方面提供强化教育。

## 学习与认知
2个基本假定构成了学校教育制度的基础：学生将保持他们在学校获得的知识和技能，并将它们应用到课堂以外的情境中。但是这些假设是否正确？研究发现，即使当学生报告说不能应用在学校获得的知识时，也有相当可观的部分会保持多年，并且这样的长期保持与当初掌握的水平强烈相关。一项研究发现学习儿童发展课程并取得优异成绩的大学生，在10年以后进行测验，平均的保持分数约为30%，而那些成绩中等或下等的学生平均保持分数约为20%。对于在学校获得的知识有多少能迁移到学校教育情境以外遭遇的任务中，以及这类迁移如何发生这些至关重要的问题，很少能取得共识。一些心理学家认为这类“远迁移”的研究证据并不充足，而另一些人认为在特殊领域的远迁移有充分的证据。
在教育心理学中，关于学习理论已经形成了几个相互竞争的学派，包括行为主义、认知主义、社会认知和建构主义。以下概述教育心理学每个学派的理论研究与应用。

### 行为主义观点
人们经常使用一套基于操作条件反射的技术——应用行为分析来进行教育。例如，教师可以通过向遵守课堂规则的学生进行表扬、颁星、等各种有系统的奖励，来改善学生的行为奖励对于行为改变具有明显的效果，但是自主理论（Self-Determination Theory）的支持者批评将奖励使用于教育领域，声称表扬和其他奖励破坏内部动机。有切实的证据显示，在特殊情形中，奖励减少内部动机，例如当学生已经拥有完成目标行为的高水平的内部动机时。但是结果证据显示，在另一种情形中，有害的后果得到了弥补，例如在达到一个逐渐提高成绩的标准时，给予奖励增强了内部动机。

### 社会认知观点
社会认知理论由教育心理学家阿尔波特·班杜拉创立，是一种行为、认知和社会要素的高度熔合。其较早的一种新行为主义形式称为“社会学习理论”，班杜拉强调观察学习的过程，在此过程中，学习者的行为改变是观察他人行为及其后果的结果。该理论确定了几个因素，来研究观察榜样是否会引起行为或认知的改变。这些因素包括学习者的发展状况、榜样的威望和能力、榜样行为的适当性、学习者的目标、学习者的自我效能（self-efficacy）。自我效能的概念指学习者对其完成榜样行为的能力的信心，在该理论后来的发展中扮演了重要角色。
Schunk 和汉森，进行了一项实验，利用社会学习理论，来研究曾经在学习减法中遇到困难的2年级学生。第一组学生观察教师进行减法示范，然后参与减法 教学程序。第二组学生观察其他的2年级学生 进行同样的减法程序，然后参与同样的教学程序。在减法测验中，观察同类榜样的学生的得分显著较高，并且对于减法能力有较高的自信。结果的解释支持这个假设：与榜样相类似的感知会增强学习者的自我效能，导致对榜样行为的更为有效的学习。由此得出推论，同类的榜样对于自我效能较低的学生特别有效。
在过去10年中，教育心理学在自主学习（又译自我调节学习，self-regulated learning，SRL）和元认知的理论发展方面进行了许多研究活动。这些理论工作基于以下中心前提：有效的学习者是能够通过设定目标、分析任务、编制策略和监控自己的理解，来积极建构知识的人 。研究表明，在目标设定和自我监控方面做得较好的学习者，倾向于拥有较高的对任务的内部兴趣和自我效能；，而教给学生学习策略也有助于提高学业成绩。

### 建构主义观点
建構主義取向隱含的理論是兒童透過「親自直接參與」的方法去完成學習過程。他們由「實踐中學習」，而非依賴別人「告訴他們」會發生什麼事。兒童自己不受干擾地去推斷、發現及下結論。教師除了觀察兒童學習外，也須要在兒童活動期間吸引他們、為發現而驚呼、並用難題刺激起他們的理性思維。(DeVries et al., 2002)舉例，我們可以向他們發問：“真奇怪，為什麼開水不會從那盛滿水的杯邊流出來呢？”教師有時會在兒童發生衝突時介入，但他只會強調他們應找出問題所在，並促進他們去尋求解決辦法及自行調解。

## 动机
马斯洛的需求金字塔
| 自我实现的需求 |

| 尊重的需求（社会承认的需求） |

| 社交的需求（社会关系的需求） |

| 安全的需求 |

| 生理的需求（身体基本需求） |

动机是一种刺激、支配和维持行为的内状态。教育心理学研究动机是如何影响学生面对任务的兴趣水平、内部动机、设定指导行为的目标，以及关于成败原因的信心。
伯纳德·威纳（Bernard Weiner）发展了归因理论的一种形式描述学生对其学业的成败的信心如何影响其情绪和动机。例如，当学生将失败归因于缺乏能力时，由于觉得能力属于不可控制因素，他们会体验羞愧和困窘的情绪，因而减少努力，此后的成绩就更差。与此相对照，当学生将失败归因于缺少努力时，由于察知努力属于可控制因素，他们会体验内疚，因而增加努力，从而能够提高成绩。 
动机理论还用于解释学习者的目标如何影响他们从事于学业任务的方式。 持有掌握目标（或译“精通目标”、“精熟目标”，Mastery Goals）者努力增加他们的能力和知识。持有表现目标（或译“成绩目标”，Performance Approach Goals）者为高分而努力，并寻求机会表现其能力。持有“表现避免”（或“回避”）目标者受到对失败的恐惧以及避免其真实能力被暴露的情形所驱使。研究者还发现掌握目标与许多积极的结果相关：例如面对失败坚持努力、偏爱接受挑战性任务、创造力以及内部动机。表现避免目标则与一些消极的结果有关，例如学习时注意力低下、紊乱的学习、自主性较低、浅薄的信息处理以及考试焦虑。表现目标既与一些积极的结果有关，也与一些消极的结果有关，例如不愿寻求帮助，以及浅薄的信息处理。

## 研究方法
教育心理学使用的研究方法通常取自于心理学和其他社会科学。这也是一部教育心理学家进行方法创新的历史，和一部心理学家研究教育问题的历史。研究方法包括从事研究设计和数据分析中的方法。研究设计负责编制实验研究和观察研究的计划，确保其结果具有内部效度、外部效度和生态学效度。数据分析包括定量和定性的研究方法。虽然从历史观点来看，使用定量方法经常被认为是学术的本质标志，但是现代的教育心理学研究即使用定量研究，也使用定性研究方法。 

### 定量方法

测验分数和其他教育变量常常呈现接近于正态分布

也许教育心理学的第一个重要的方法论创新就是发展和应用了查尔斯斯皮尔曼的要素分析（factor analysis）。要素分析也是教育心理学家使用多重变量分析方法的一个实例。

### 定性方法
定性方法用于那些描述事件、过程和理论意义的教育研究。用于教育心理学的定性方法常常来自于人类学、社会学或社会语言学。例如，人类学的民族志方法被用于描述课堂上的教和学。在这种类型的研究中，研究者作为参与观察（Participant observation）者或被动观察者，收集详细的自然状态记录。然后，笔记和其它数据可以用“扎根理论”（或译“实地理论”，grounded theory）等方法来进行分类和解释。对于多种数据资料进行“三角测量”的交互核对，在定性研究中有很高的价值。
个案研究（Case study）是定性研究的一种形式，关注于某一个人、组织、事件或其他实体。

## 应用于教学设计与教育工艺学

教育目标的布鲁姆分类学：认知领域的分类

教育心理学理论与研究被广泛应用于教学设计，即学习材料、学习活动以及交互式学习环境的系统设计。例如，在确定学习目标时，教学设计者经常使用本杰明·布鲁姆及其同事创立的布鲁姆分类学。布鲁姆还研究了掌握学习，这种教学策略要求学习者只有在掌握了必备的学习目标之后，进入新的学习目标。布鲁姆发现掌握学习结合个别辅导，将会取得远远超过正常课堂教学的学习成就。另一位心理学家罗伯特·加涅，则发展了影响广泛的任务分析方法，通过仔细分析学习的必要条件和支持性条件，将终点学习目标详细分解为学习目标的许多层级。
- 智能导学系统（intelligent tutoring system）
- 教育技术学
- 约翰·罗伯特·安德森
- 认知导引（cognitive tutor）
- 合作学习

## 应用于教学

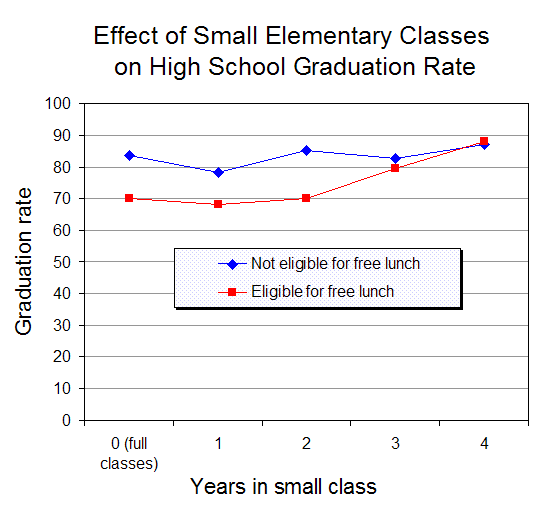
美国的班级规模实验，发现在低年级进行3年以上的小型班级教学，将提高来自低收入家庭的学生的中学毕业率。

课堂管理和教育学的研究应用于指导教学实践，是师范教育计划的基础课。课堂管理的目标是创造一个有利于学习活动和发展学生自我管理能力的环境，努力创造积极的师生关系，使学生群体to sustain on-task 行为，用counselling 和其他心理学方法帮助学生存在的牢固的心理问题。
- 特殊教育
- 课时计划

## 历史
教育心理学不能声称在对于教育过程的系统分析上居于优先地位。诸如德谟克利特、昆体良和夸美纽斯等教育哲学家，早在19世纪后期心理学形成之前许多世纪以前，就已经对教育方法进行了调查、分类和评价。相反，新兴的心理学热衷于将观察和实验等科学方法应用于教育问题研究。甚至在教育心理学形成的最初阶段，教育心理学家已经认识到新方法的局限性。在美国心理学先驱威廉·詹姆斯于1899年出版的名著《与教师们谈心理学》（Talks to Teachers on Psychology，现在认为是第一本教育心理学教材）中评论说：
如果你认为心理学，即关于心理规律的科学，是一门可以从中引出明确的教学程序、计划和方法，以供课堂直接使用的科学，那就大错特错了。心理学是一门科学，而教学是一门艺术；科学本身决不会从它们自身直接产生出艺术。只有居于科学与艺术之间的创造性头脑通过使用自己的创造性，才能在教学中应用心理学。
根据大卫·白林纳（David Berliner）的说法，教育心理学理论家对教育实践的态度，已经从最初的轻蔑，最终转变为尊重的态度。
1912年，愛德華·桑代克发展了操作制約理论，预示了后来的程序教学（programmed instruction）、掌握学习和基于计算机模拟的学习：
如果，如同机巧的奇迹一样，一本书被编排得如此精妙，以致于读者只有把第一页上所要求的都做过了，第二页上的内容才一目了然，如此循序而进。现在许多要由人来教授的东西都可以由印刷品取而代之。

### 有影响的教育心理学家
下列人物是最近一本教育心理学史著作中选择的曾经在这一领域作出突出贡献的代表人物：
- 威廉·詹姆斯（1842年-1910年 )
- 阿尔弗雷德·比奈（1857年-1911年）
- 约翰·杜威（1859年-1952年）：實驗主義心理學家
- 查尔斯·爱德华·斯皮尔曼（Charles Edward Spearman,1863年-1945年）
- 马利亚·蒙特梭利（1870年-1952年）
- 刘易斯·推孟（Lewis Terman，1877年-1956年）
- 爱德华·李·桑代克（1874年-1949年）
- 利維·維谷斯基（1896年-1934年）：近側發展區間(ZPD)
- 讓·皮亞傑（1896年-1980年）：認知心理學家，認知發展論
- 伯尔赫斯·弗雷德里克·斯金纳（1904年-1990年）：行為主義心理學家，超越自由與尊嚴
- 本杰明·布鲁姆（1913年-1999年）
- 傑羅姆·布魯納（1915年-2016年）：學習理論
- 李·克隆巴赫（1916年-2001年）
- 纳撒尼尔·盖奇（Nathaniel Gage，1917年-2008年）
- 罗伯特·加涅（1916年-2002年）
- 赫伯特·亚历山大·西蒙（1916年–2001年）
- 阿尔波特·班杜拉（1925年-2021年）：社會學習理論
- 安·布朗（1943年-1999年）
- 張春興（Tionn,Chhun-Heng）：三化取向

## 教育心理学家职业

### 教育培训
開始必須先拿到心理學或教學心理學學位。如果已經拿到教學資格（如PGCE或PGDE），而在K-12教育階段的學校中工作的人，所受的則是碩士階段或博士階段的學士後訓練。畢業後的出路則有學術工作、行為矯正（behavioral intervention）、諮商、教師諮商及危機處理等等。

### 职业展望
在美国，到2014年，心理学家的职业的增长预期将超过大部分职业，预期增长18-26%。四分之一的心理学工作者受雇于教育机构。2004年5月，美国中小学的心理学工作者的收入中数为US$58,360 。在最近数十年间，北美洲女性参与教育心理学专业研究有了戏剧性的增长。女性作者在杂志上发表论文的百分比在1976年为24%，到1995年上升了一倍，达到51%，此后保持稳定。教育心理学杂志编辑部的女性成员比例从1976年的17%上升到2004年的47%。同一时期，女性占有总编辑职位的比率也从22%上升到70%。

### 教科书
- 張春興：《教育心理學——三化取向的理論與實踐》。（臺北：東華書局，1994。杭州：浙江教育出版社，1998）。
- Psychology Applied To Teaching[] by Jack Snowman and Robert Biehler
- Educational Psychology （页面存档备份，存于） by John Santrock
- Educational Psychology by Robert Slavin
- Educational Psychology: Developing Learners by Jeanne Ormrod
- Educational Psychology （页面存档备份，存于） by Anita Woolfolk
- Educational Psychology: Effective Teaching, Effective Learning （页面存档备份，存于） by Elliot, Kratochwill, Cook & Travers

## 参看
- 发展心理学
- 教育哲学
- 学校心理学家
- 美国心理学会
- 英国心理学会
- 實踐社群